# Burgstall Wittelshofen
Der Burgstall Wittelshofen bezeichnet eine abgegangene mittelalterliche Wasserburg im Bereich der Schlossstraße von Wittelshofen im mittelfränkischen Landkreis Ansbach in Bayern.

## Geschichte
Über die Geschichte der 1274 erstmals erwähnten Burg in Wittelshofen ist wenig bekannt. Ob es sich um eine Turmhügelburg (Motte) handelte, ist ungewiss. Von 1300 bis 1380 befand sich die Burg im Besitz der Herren von Merkingen, die ihn dem Bürger Wilhelm Hofer von Lobenstein verkaufte. Von diesem ging der Besitz an das Stift St. Gumbertus in Ansbach über, von welchem ihn 1525 die Markgrafen von Ansbach übernahmen. Diese errichteten anstelle der Burg zu einem unbekannten Zeitpunkt ein Schloss. Im Jahre 1856 wurde dieses durch Brand zerstört und zwei Jahre später abgebrochen.
Von der ehemaligen Burganlage sind noch Mauer- und Grabenreste sowie ein Teil der Vorburg mit der Zehntscheune erhalten.